# Ipil
Ipil é um município de  primeira classe de renda municipal (d) na província Zamboanga Sibugay, nas Filipinas. De acordo com o censo de 1 de maio  de  2020 possui uma população de 89 401 pessoas e 21 548 domicílios.